# Місто примар (фільм, 2009)
Місто примар (англ. Ghost Town) — американський телевізійний фільм жахів 2009 року.

## Сюжет
Реб Голланд, що жив за часів Дикого Заходу, уклав угоду з дияволом, щоб разом зі своєю бандою знайти безсмертя. Пастор МакКріді намагався захистити містечко, розмістивши навколо нього п'ять тотемів-оберегів у формі пентаграми. Одного разу якийсь колекціонер, проїжджаючи через місто, побачив один з тотемів, прикріплений до землі, і вирішив приєднати його до своєї колекції. Коли чоловік витягнув предмет із землі, з'явився Холланд і його банда. Вони негайно почали розправлятися з усіма підряд, після чого здійснили ритуальне самогубство.
У наш час група студентів проїжджає через старе містечко. Незабаром вони починають гинути один за іншим. Врятуватися можна тільки розкривши секрет міста і знищивши Холланда і його банду.

## У ролях
- Джесіка Роуз — Хлоя
- Ренді Вейн — Карл
- Джил Джерард — Пастор МакКріді
- Біллі Драго — Реб Голланд
- Кіен Беррі — Дейл
- Джоі Анса — Бонесера
- Аннабелль Волліс — Серена
- Еліз дю Ту — Рейчел
- Владо Мажанаов — Гудман
- Александр Ніколов — Джош
- Ніколай Ніколов — Гарві
- Ербі Его — Стюарт
- Кріс Томпсон — Білл
- Тодд Дженсен — Джексон
- Нік Харві — мер
- Шеллі Варод — Кеті
- Крістіан Малінов — Скотт
- Цветеліна Тенева — Кендалл
- Атанас Сребрев — шериф